# Flyswatter (sång)
Flyswatter är en musiksingel och låt av Eels. Låten är från gruppens tredje album Daisies of the Galaxy och omslaget till singeln är mycket inspirerat av omslaget från albumet. Singeln släpptes i två versioner med olika låtar och omslag år 2000. Den släpptes på CD som såväl på 7"-vinylskiva.

## Låtlista

### CD-utgåva 1
1. Flyswatter (LP-version)
2. Something is Sacred (LP-version)
3. Vice President Fruitley (tidigare outgiven)

### CD-utgåva 2
1. Flyswatter (LP-version)
2. Open the Door (live från BBC)
3. Flyswatter (Polka Dots Remix)

### 7"-vinyl

#### Sida A
1. Flyswatter (LP-version)

#### Sida B
1. Vice President Fruitley